# 石塔義房
石塔 義房（いしどう よしふさ、生没年不詳）は、南北朝時代の武将。

## 生涯
建武元年（1334年）に駿河・伊豆守護足利尊氏の守護代となり、建武3年/延元元年（1336年）に駿河と伊豆の守護職に就任。翌年解任され、奥州総大将として陸奥国へ派遣される。暦応元年／延元3年（1338年）相馬胤家に軍忠状を発給 、佐藤性妙の兵を召し出して 出羽国渋江城（山形市渋江？）を攻める。暦応2年／延元3年（1339年）大犬瓦楯で南朝と戦う 。暦応3年／興国元年（1340年）佐竹氏と相馬氏に白河城を攻撃させる。
この後も精力的に活動を続け、貞和元年／興国6年（1345年）に至るまで在国し伊達氏、北畠顕信らの南朝方を圧倒し、奥羽の組織化に成功を収める。しかし足利尊氏に独自支配の風潮が強くなったことを理由に解任される。1345年には、一時鎌倉に住居したらしい。貞和3年／正平元年（1347年）吉良貞家・畠山国氏らとともに南朝側の諸城を攻めて落としたという 。
観応の擾乱以降は尊氏に敵対する態度をとり続け、反尊氏勢力の足利直義につく。観応元年／正平5年（1350年）12月の相模毛利荘湯山事件では、尊氏方の高師冬から、足利基氏を奪取して、事態を足利直義に報告。直義から伊豆・甲斐の守護を補任された。観応2年／正平6年1351年末には、駿河薩埵山の戦いに敗北。直義の死去後は足利直冬方に与し新田義興・新田義宗と結託し、畿内方面を歴戦した。だが、やがて尊氏に圧倒され衰退していった。文和4年／正平10年（1355年）に尊氏の京都掌握後、消息を絶った。